# Annika Liljedahl
Annika Liljedahl, född 1946 i Stockholm, är en svensk målare och textilskulptör. 
Liljedahl studerade vid Konstfackskolans textillinje 1964-1968 och 1969. Sommaren 2019 ställde hon ut Insekt, Insikt på Artipelag, med musik av Lo Kristenson. Separat har hon ställt ut på bland annat Borås konstmuseum, Gallery K i Washington, Gävle museum, Norrköpings konstmuseum, Röhsska museet, Millesgården och Östersunds museum. Hon har medverkat i ett flertal nationella och internationella samlingsutställningar bland annat på Liljevalchs konsthall, Stockholm Arbetarrörelsens museum, Göteborgs konstmuseum, Musee Ghatea d'Annecy i Frankrike och på en jurybedömd utställning vid Nationalmuseum i Stockholm. Bland hennes offentlig arbeten märks en väggskulptur i blandteknik vid Uppsala universitet, en textil relief för Stockholms läns landsting, en textil väggskulptur i Botkyrka förskola och väggtextil i Boo Gårds Skola i Nacka samt lekskulpturer för utvecklingsstörda. Hon har tilldelats Alva och Gunnar Myrdals fond 1992, Konstnärsnämndens arbetsbidrag 1982 och 1985, Konstnärsnämndens projektbidrag 1984, 1987, 1990, 1991, Konstnärsnämndens 2-åriga arbetsbidrag 1995, 1996 och Stockholms läns landstings stipendium 1987. Hon arbetar med textil skulptering, applikationer, målning och scenografi. Hon har arbetat med kostymer och scenografi för Cramer baletten, Riksteatern och Teater Aurora i Stockholm. Liljedahl är representerad vid Länsmuseet Gävleborg, Skissernas museum, Waldemarsudde, Nationalmuseum, Örnsköldsviks museum, Göteborgs konstmuseum
, Statens konstråd och Rättviks museum.